# Tętnica wieńcowa prawa

Tętnica wieńcowa prawa podpisana Right coronary artery (RCA).

Tętnica wieńcowa prawa, RCA (łac. arteria coronaria dextra, ang. right coronary artery) – w anatomii człowieka jedna z dwóch (obok tętnicy wieńcowej lewej) tętnic krążenia wieńcowego zaopatrujących serce w krew.
Tętnica wieńcowa prawa zaczyna się w początkowym odcinku aorty wstępującej, w prawej zatoce aorty na poziomie wolnego brzegu prawego płatka półksiężycowatego zastawki aorty lub poniżej tego brzegu. Biegnie początkowo do przodu i w stronę prawą pomiędzy prawym uszkiem serca a stożkiem tętniczym prawym lub pniem płucnym, następnie w bruździe wieńcowej pionowo i w prawą stronę aż do dolnego brzegu serca, na którym przechodzi na jego powierzchnię przeponową. Tam biegnie początkowo w lewo nadal w bruździe wieńcowej, następnie zakręca w dół i swoim końcowym odcinkiem – gałęzią międzykomorową tylną (łac. ramus interventricularis posterior, ang. posterior descending artery, PDA) – schodzi w bruździe międzykomorowej tylnej aż do wcięcia koniuszka serca.
Tętnica wieńcowa prawa w swym początkowym odcinku oddaje gałęzie wstępujące (przedsionkowe), unaczyniające przednią i tylną ścianę prawego przedsionka. Od jednej z tych gałęzi odchodzi gałąź zaopatrująca węzeł zatokowo-przedsionkowy. W dalszym przebiegu tętnica wieńcowa prawa oddaje gałęzie zstępujące (komorowe) unaczyniające ściany prawej komory serca. Od jednej z przednich gałęzi komorowych odchodzi gałązka stożka tętniczego prawego, która tworzy zespolenie z analogiczną gałązką stożka tętniczego lewego, odchodzącą od tętnicy wieńcowej lewej. Na powierzchni przeponowej serca, w miejscu gdzie główny pień tętnicy wieńcowej prawej skręca w dół, odchodzi od niego gałąź biegnąca dalej w brudzie wieńcowej. Również na powierzchni przeponowej tętnica wieńcowa prawa oddaje gałąź unaczyniającą węzeł przedsionkowo-komorowy. Jedną z gałęzi komorowych jest też gałąź brzeżna prawa (łac. ramus marginalis dexter, ang. right marginal branch, right marginal artery), biegnąca wzdłuż dolnego brzegu serca w kierunku jego koniuszka. Od gałęzi międzykomorowej tylnej z kolei odchodzą gałązki prawe i lewe zaopatrujące ścianę prawej komory i część ściany lewej komory serca, a także gałęzie przegrodowe tylne, zaopatrujące tylną ⅓ przegrody międzykomorowej.